# Míssas Pantazópoulos
Mikhális « Míssas » Pantazópoulos (grec moderne : Μιχάλης «Μίσσας» Πανταζόπουλος), né en 1924 et décédé le 25 avril 2006, est un ancien joueur et entraîneur de basket-ball grec.

## Palmarès
Joueur
- Champion de Grèce 1939, 1940, 1946, 1947, 1950
- 3e du championnat d'Europe 1949

Entraîneur
- Champion de Grèce 1946, 1947, 1950, 1951, 1963, 1964, 1965, 1966